# Deutschlandhalle
Die im Jahr 1935 errichtete und nach ihrer Zerstörung im Zweiten Weltkrieg wieder aufgebaute Deutschlandhalle war ein Veranstaltungsort im Berliner Ortsteil Westend des Bezirks Charlottenburg-Wilmersdorf, direkt am S-Bahnhof Messe Süd (Eichkamp) gelegen. Nach einem Beschluss des Berliner Senats wurde die denkmalgeschützte Halle abgerissen. Mit der Sprengung der Hallendecke am 3. Dezember 2011 begann die letzte Phase der Abrissarbeiten.

## Geschichte

### 1935–1945: Die Halle in der NS-Zeit

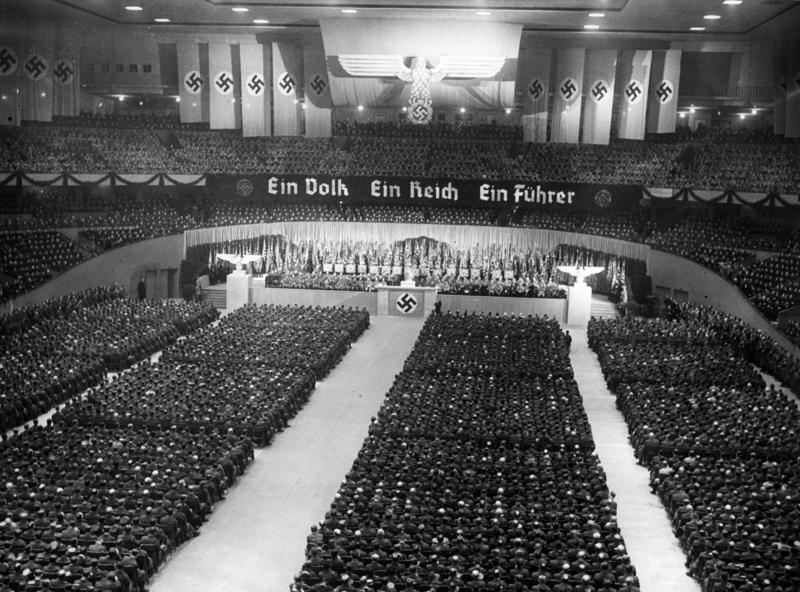
Generalappell der NSDAP in der Deutschlandhalle, 1938

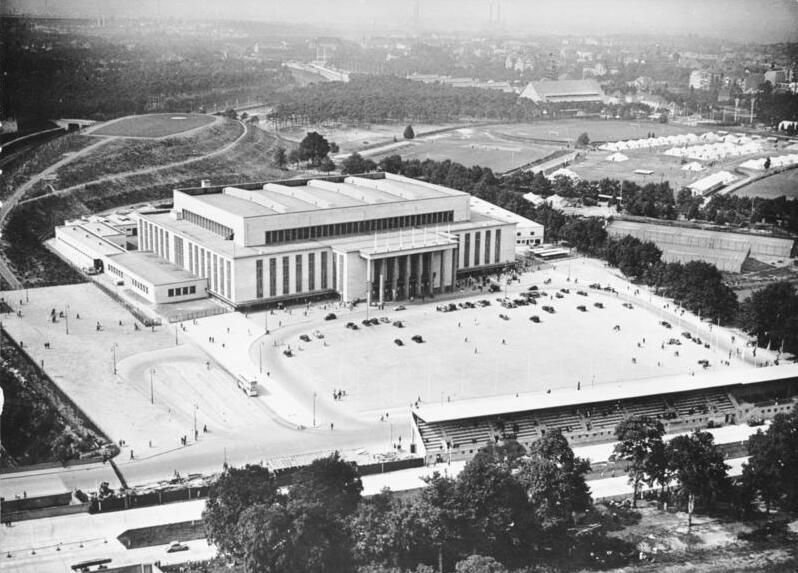
Die erste Deutschlandhalle, 1936

Die Deutschlandhalle war eine der weltweit ältesten Veranstaltungsarenen dieser Dimension. Sie wurde anlässlich der Olympischen Sommerspiele 1936 als damals größte Mehrzweckhalle der Welt in Berlin nach Entwürfen des Hallendirektors Franz Ohrtmann und des Bauunternehmers Fritz Wiemer (Firma Wiemer & Trachte) im Auftrag der Deutschlandhalle AG in nur neunmonatiger Bauzeit errichtet und am 29. November 1935 im Beisein von Adolf Hitler eröffnet.
Die 117 Meter lange und 83 Meter breite Stahlkonstruktion bot Platz für bis zu 10.000 Zuschauer; unter Ausnutzung des Innenraums passten bis zu 16.000 Menschen hinein.
Anschließend wurden in der Deutschlandhalle vor allem Sportveranstaltungen, große Showveranstaltungen sowie Massenveranstaltungen der NSDAP und ihrer Organisationen durchgeführt. Bei den Olympischen Spielen 1936 wurde in der ersten Woche das Ringer- und das Gewichtheberturnier und in der zweiten Woche das Boxturnier dort ausgetragen. Am 5. und 6. Februar 1938 fand in der Halle die erste Handball-Weltmeisterschaft der Männer statt. Im gleichen Jahr führte die Pilotin Hanna Reitsch in der Deutschlandhalle während der Revue Ki sua heli den ersten Hubschrauber-Hallenflug vor.
Die Zirkusshow Menschen–Tiere–Sensationen fand seit 1937 in der Deutschlandhalle statt. Am 20. Januar 1940 stürzte dabei die Hochseilartistin Camilla Mayer in den Tod, als ein Mast brach. Der Turnländerkampf Deutschland-Italien-Ungarn wurde am 15. März 1942 ausgetragen.
Bei einem alliierten Luftangriff am 16. Januar 1943 traf eine Brandbombe das Dach der vollbesetzten Halle. Weder Menschen noch Tiere kamen zu Schaden, aber die Deutschlandhalle wurde zerstört.

### 1945–1998: Nachkriegszeit

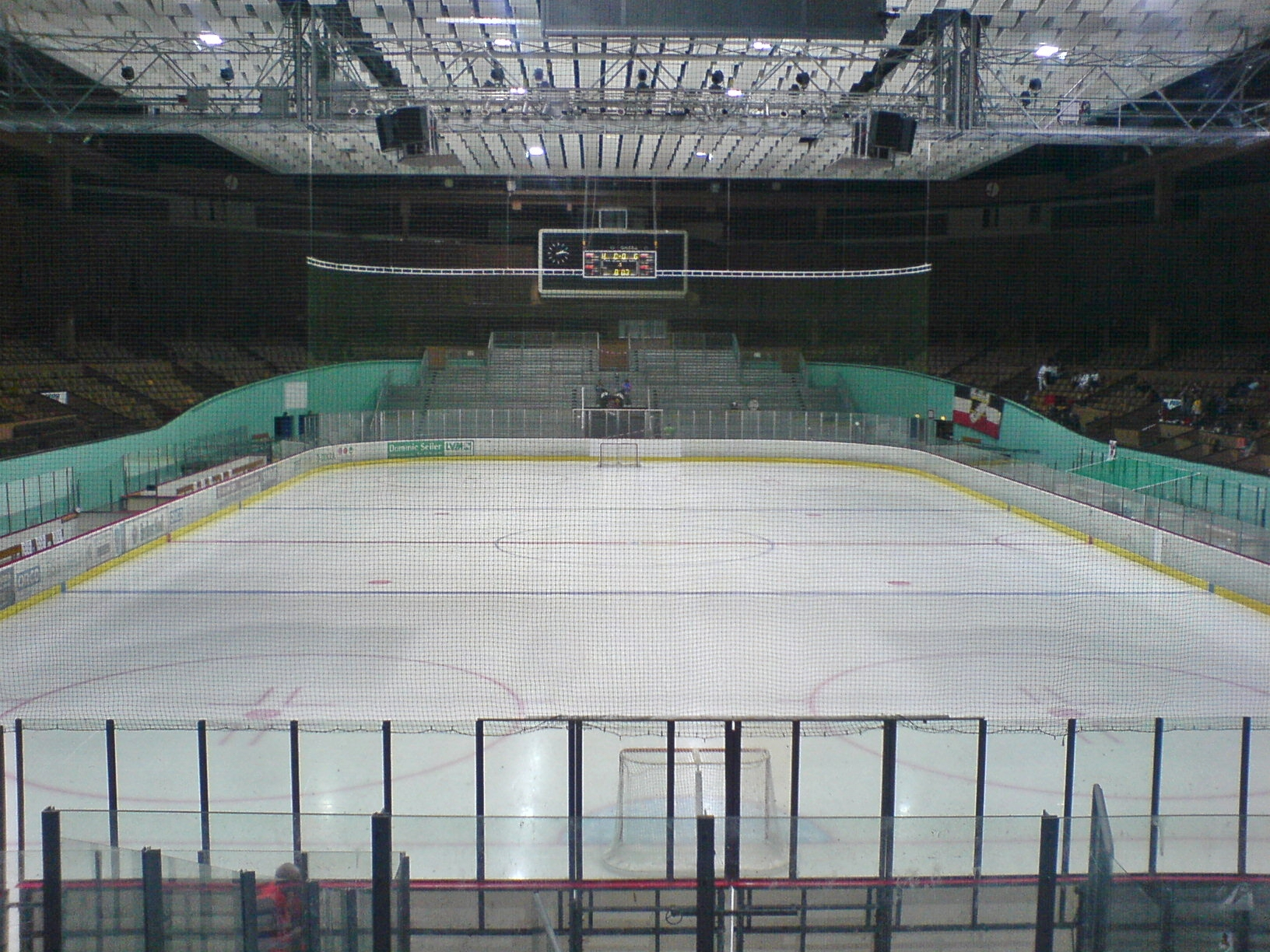
Ständige Nutzung als Eissporthalle, 2008

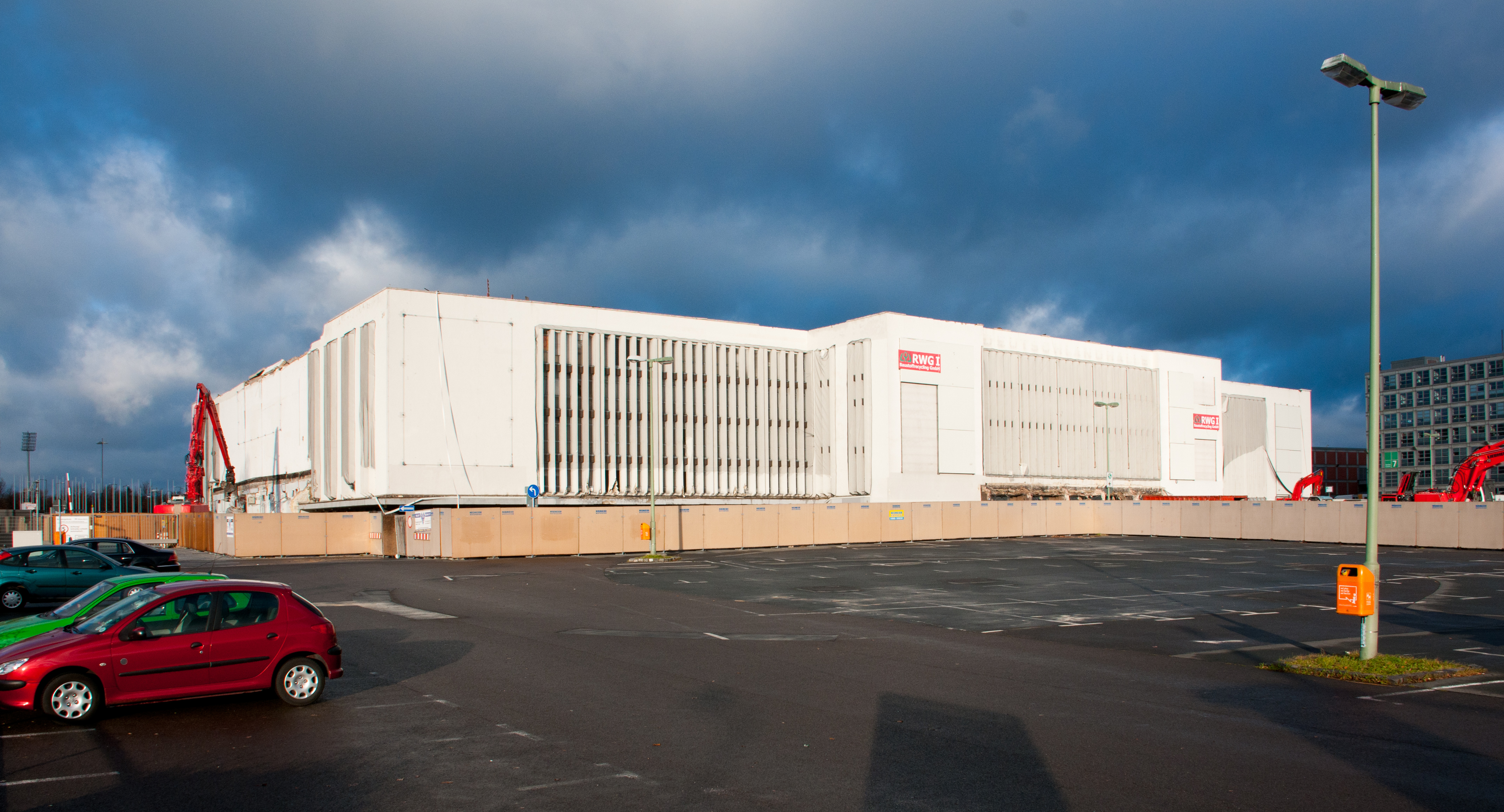
Deutschlandhalle kurz vor dem Abriss der Gebäudestruktur am 5. Dezember 2011

Der Beschluss von 1949 zum Wiederaufbau der Halle konnte erst Mitte der 1950er Jahre ausgeführt werden, als die Finanzierung gesichert war. Am 19. Oktober 1957 fand die Wiedereröffnung statt. Während die Innenraumgestaltung dem ursprünglichen Zustand sehr ähnlich blieb, wurde der Eingangsbereich umgestaltet. Eine völlig neue freitragende Dachkonstruktion aus Spannbeton bereitete später wiederholt Probleme. Nachdem das Dach der Berliner Kongresshalle eingestürzt war, wurde die Deutschlandhalle im Sommer 1980 deshalb vorsorglich kurzzeitig gesperrt.
Als West-Berlins größte Veranstaltungshalle wurden dort Shows wie Holiday on Ice, Menschen–Tiere–Sensationen und das Militärmusikfestival British Tattoo aufgeführt. Zahlreiche Konzerte fanden in der Deutschlandhalle statt. Unter anderem Neil Diamond, Eric Clapton, The Rolling Stones, Frank Zappa, AC/DC, Metallica, David Bowie, The Who, Pink Floyd, Johnny Cash, Queen, Joe Cocker und Jimi Hendrix haben hier gespielt, aber auch Herbert Grönemeyer und Gianna Nannini. David Bowie hatte in dem Film Christiane F. – Wir Kinder vom Bahnhof Zoo einen Auftritt in der Deutschlandhalle – wobei es sich bei dem im Film gezeigten Publikum um das Publikum eines AC/DC-Konzertes in der Deutschlandhalle handelte und Bowie für den Gegenschnitt auf einer New Yorker Bühne gefilmt und in die Filmsequenz hineingeschnitten wurde.
Ein bekanntes Ereignis war der Auftritt von Klaus Kinski mit seiner Uraufführung von Jesus Christus Erlöser am 20. November 1971, bei der Kinski auf störende und beleidigende Zwischenrufe aus dem Publikum mehrfach selbst mit Pöbeleien und Beleidigungen reagierte und den Auftritt mehrfach unter- und schließlich abbrach. Aufzeichnungen des Ereignisses erschienen auf CD und in mehreren Filmen.
Eine der eindrucksvollsten Veranstaltungen fand drei Tage nach dem Fall der Berliner Mauer statt. Unter dem Motto Konzert für Berlin wurde am 12. November 1989 spontan ein Festival organisiert. Bei freiem Eintritt spielten Musiker wie Nina Hagen, Udo Lindenberg, Neil Diamond, Joe Cocker und Bands wie Silly, Pankow, Die Toten Hosen, Die 3 Tornados (mit ihrem letzten Auftritt), Die Zöllner, Puhdys oder BAP, um dieses emotionale Ereignis zu feiern. 50.000 Besucher aus Ost und West strömten den ganzen Tag über in die Halle. Das Konzert wurde stundenlang vom SFB und anderen ARD-Sendern live im Radio übertragen.
Auch große Sportveranstaltungen fanden regelmäßig in der Deutschlandhalle statt. Gegen den Widerstand des DFB wurde vom 13. bis 17. Januar 1971 das erste Hallenfußballturnier mit Profimannschaften auf deutschem Boden ausgetragen. Viele Boxkämpfe fanden dort statt, unter anderem am 4. Juni 1979 ein Schaukampf des Deutschen Meisters Georg Butzbach mit Muhammad Ali. Die Halle war von 1961 bis 1990 einer der Austragungsorte des Berliner Sechstagerennens. Die Basketball-Showtruppe Harlem Globetrotters gastierte wiederholt in der Deutschlandhalle. 1980 fand das Endspiel im Europapokal der Basketball-Landesmeister in der Halle statt und 1995 war sie Austragungsort des Finales des Basketball-Korać-Cup, in dem Alba Berlin gewann und damit seinen ersten und einzigen Europapokal-Sieg erlangte.

### 1998–2009: Schließung, Wiedereröffnung als Eissporthalle und Abrisspläne
Im Jahr 1995 wurde das Gebäude, das zu diesem Zeitpunkt seit 60 Jahren in Betrieb war, unter Denkmalschutz gestellt. Am 1. Januar 1998 wurde die Deutschlandhalle geschlossen und der Berliner Senat plante trotz des Denkmalschutzes auf Drängen der Messe Berlin den Abriss. Die Messegesellschaft wollte zu diesem Zeitpunkt ein Parkhaus errichten, da die notwendige Sanierung aus ihrer Sicht zu teuer gewesen wäre. Die Stimmung des damaligen Senats war nicht einheitlich, da der damals zuständige Wirtschaftssenator beispielsweise für eine Komplettsanierung und Umwandlung in eine Multifunktionsarena plädierte. Dies wäre auch nötig gewesen, da vorgesehen war, die Eissporthalle an der Jafféstraße ebenfalls abreißen zu lassen – zugunsten eines Südeingangs zum Messegelände – und der Verein der Berlin Capitals somit ohne Spielstätte gewesen wäre. Den Plänen zufolge sollte die Deutschlandhalle noch vor der Jafféhalle abgerissen werden.
Nachdem die Eissporthalle an der Jafféstraße 2001 schließlich abgerissen wurde, wurde die Deutschlandhalle letztlich notgedrungen für die Berlin Capitals und den Amateursport mit einer Eisfläche und mehreren Kabinen versehen und stand ab dem 15. August 2001 wieder für Großveranstaltungen und erstmals primär dem Eissport zur Verfügung. Zwischenzeitlich stand die Deutschlandhalle fast dreieinhalb Jahre leer, ohne Wartung, Sanierung oder Renovierung.
Ende 2005 wurde die Deutschlandhalle erneut geschlossen, da bei einer Routineprüfung festgestellt wurde, dass das Dach erneuert werden musste. Im März 2006 wurde die Halle dann wieder für den Eishockeysport geöffnet und war bis zur Schließung im April 2009 Heimat des ECC Preussen Juniors Berlin, die im gleichen Monat das letzte sportliche Event, ein Spiel um den Aufstieg in die Eishockey-Junioren-Bundesliga gegen den Herforder EV, in dieser Spielstätte ausgetragen hatten.
Die Dachtragwerkskonstruktion wurde 2007 für die Auszeichnung als Historisches Wahrzeichen der Ingenieurbaukunst in Deutschland nominiert.

### 2009–2011: Das Ende der Halle

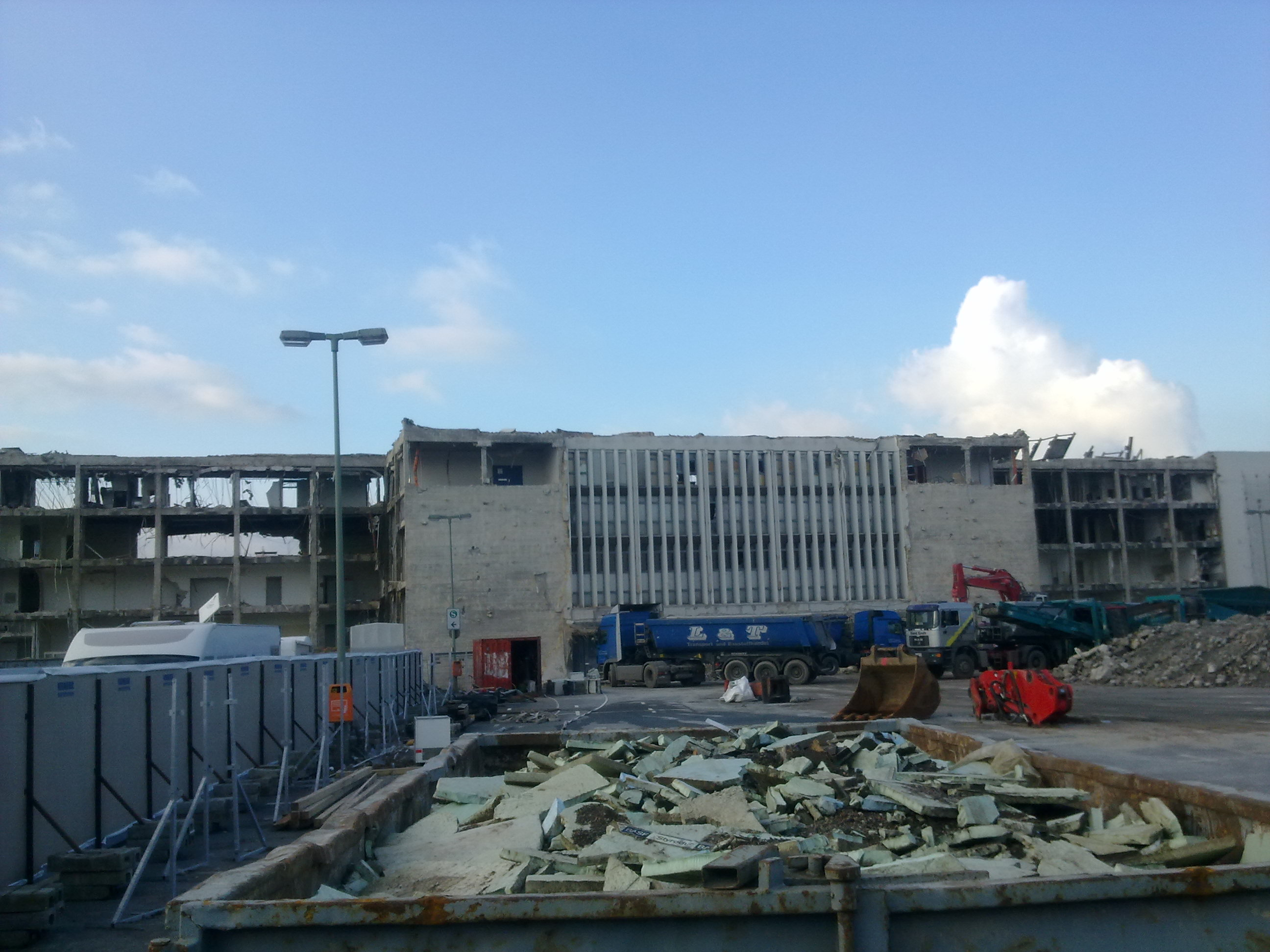
Die Abrissarbeiten an der Gebäudefront der Deutschlandhalle am 27. Januar 2012

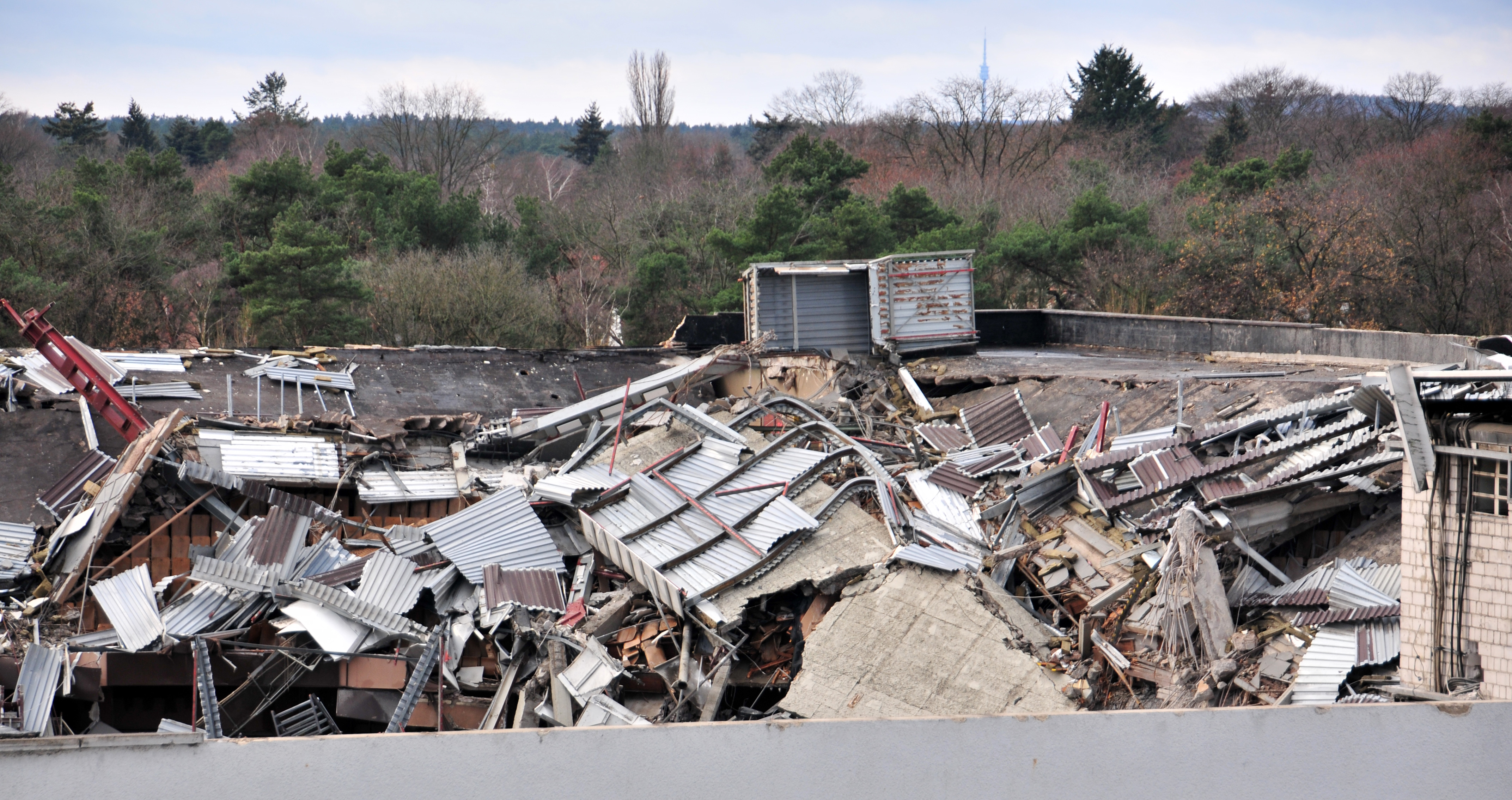
Gesprengtes Dach der Deutschlandhalle am 5. Dezember 2011

Am 27. Mai 2008 beschloss der Berliner Senat, die Deutschlandhalle abzureißen und den Neubau einer Eishalle nahe der Glockenturmstraße zu errichten. Diese wurde schließlich am 3. März 2012 als Eissporthalle Charlottenburg eröffnet.
Nachdem der Bezirk Charlottenburg-Wilmersdorf zwischenzeitlich versucht hatte, den Abriss zu verhindern, zog der Berliner Senat das Verfahren an sich und genehmigte im November 2010 den Abriss. Ein Markstein der Abrissarbeiten war die Sprengung des Daches am 3. Dezember 2011. Bis 2014 wurde auf dem Gelände eine neue Messe- und Kongresshalle – genannt City Cube – gebaut, die am 5. Mai 2014 eröffnet wurde. Die Baukosten wurden mit 65 Millionen Euro veranschlagt. Dieser 20.000 m² große Bau mit zwei Geschossen hat das Kongressgeschäft aufgenommen, weil das asbestbelastete ICC saniert werden soll.

## Veranstaltungen
Die Vielzahl der Veranstaltungen in der Deutschlandhalle ist kaum zu rekonstruieren. 300 Rock-Konzerte seit 1964 werden bei Rockinberlin  mit verlinkten Hintergrundinfos dargestellt.